# 헬루바 보스
헬루바 보스(Helluva Boss)는 비비안 메드라노가 제작한 미국 성인 애니메이션 뮤지컬 웹 시리즈이다. 이 영화는 생존 영역에서 암살자(hitman) 서비스를 제공하는 지옥의 회사인 I.M.P. 직원들의 불행을 중심으로 전개된다. 파일럿 영상은 2019년 11월 25일에 공개되었으며, 첫 번째 시즌의 첫 번째 에피소드는 2020년 10월 31일에 공개되었다. 해즈빈 호텔과 동일한 가상 세계를 배경으로 하는 이 쇼는 스핀틀호스 툰스(SpindleHorse Toons)가 제작했다. 첫 번째 시즌은 다른 애니메이션과 마찬가지로 메드라노의 유튜브 채널에서만 독점 공개되었다. 두 번째 시즌은 2022년 7월 30일에 첫 방송되었다. 2023년 3월 27일에 쇼는 활발하게 제작되는 세 번째 시즌으로 갱신되는 것으로 확인되었다. 2024년 4월 26일, LVLUP 엑스포에서 헬루바 보스의 스핀오프 단편 시리즈인 헬루바 쇼츠(Helluva Shorts)가 발표되었으며, 같은 날 첫 번째 단편이 공개되었다.

## 이야기
이 시리즈는 지옥의 암살 회사인 I.M.P(Immediate Murder Professionals, 즉시 살인 전문가)의 직원들이 다양한 직업을 수행하는 과정을 따른다. I.M.P의 멤버로는 벤처의 보스인 블리츠를 비롯해 무기 전문가 목시(Moxxie), 최강자 밀리(Millie), 접수원 헬하운드 루나(Hellhound Loona)가 있다. 지옥의 게티아 악마인 스톨라스에게서 얻은 고대 책의 도움으로 그들은 지옥에 있는 영혼들의 명령에 따라 임무를 완수하기 위해 인간 세계에 접근한다.
이 쇼는 같은 우주 내에서 진행됨에도 불구하고 메드라노가 만든 또 다른 쇼인 해즈빈 호텔과는 다른 캐릭터 출연진과 다른 스토리라인을 특징으로 한다. 메드라노가 설명했듯이 두 프로그램 모두 동일한 설정을 공유하지만 헬루바 보스는 "이미 지옥에 존재하는 캐릭터와 사회"를 따르며 캐릭터 간의 대인 관계에 중점을 두는 반면 해즈빈 호텔은 구원과 결과에 관한 것이다.

## 논란

### 신상 털기
2021년에 Vivienne은 그의 팬층이 공화당 정당에 돈을 기부했다는 이유로 그를 비판한 후 Five Nights at Freddy's의 창시자인 Scott Cawthon의 취소에 동참했다는 이유로 비판과 신상 털기를 받았다. FNAF 팬덤이 그녀를 독설한 후 Vivienne은 Twitter/X에서 ""당신은 이전에 취소되었습니다. 당신은 취소 군중에 추가된 위선자입니다"라고 말했다. 저는 Scott이 한 일 때문에 취소되지 않았다. 그리고 나는 그의 괴롭힘을 조장하지도 않았다. Doxxing은 정말 끔찍해요. 그런데 지금 나한테 무슨 짓을 할지 보세요." 그 결과 그녀는 팬덤에서 멀어지게 되었다.

### 에린 프로스트의 주장
2022년 내내 Spindlehorse Productions의 전 직원이었던 Erin Frost는 해당 주장과 함께 스크린샷을 첨부하여 Vivienne의 근로자 학대에 대한 일련의 주장을 제기했다. 이러한 주장과 스크린샷은 많은 사람들로부터 비판을 불러일으켰고 명예훼손으로 간주되었다.
그녀가 같은 해 11월에 돌아왔을 때 Frost에 대한 대중의 반응은 부정적이었고 이전 친구 및 동맹국은 Vivienne과의 드라마 때문에 그녀와의 관계를 중단했다고 한다.
2023년 5월 Frost는 시리즈에서 Millie의 자매인 널리 인기 있는 캐릭터인 Sallie May의 캐릭터를 비판하기 위해 돌아왔다. 그녀가 캐릭터에 대해 주로 비판한 측면은 캐릭터의 트랜스젠더 정체성이었다. Frost가 형제 중 한 명을 트랜스젠더로 만들려는 의도로 Sallie May와 Millie의 형제를 디자인 한 것으로 밝혀졌지만, 어느 형제가 트랜스젠더가되었는지에 대한 Frost의 반응은 부정적이었다. 이로 인해 그녀에 대한 일련의 트랜스혐오 의혹이 제기되었다. Frost는 또한 앞서 언급 한 트랜스젠더 캐릭터가 시리즈의 암시적인 발렌타인 데이 테마 상품에서 얻은 성적 대상화를 트랜스젠더 페티시화로 간주하여 비판하여 반발을 얻었다. 그것은 발렌타인 데이 테마 상품(LGBT+와 이성애자 캐릭터가 혼합되어 있음)에 등장하는 모든 캐릭터가 성적인 부분을 공정하게 공유한다는 것이다. Sallie May의 VA이자 트랜스젠더 여성 인 Morgana Ignis는 이에 대해 자신의 의견을 표명했으며 캐릭터에 대한 이러한 비판에 동의하지 않았다.
YouTube 사용자 Ayy Lmao는 자신의 YouTube 채널에서 Erin Frost의 호언장담에 관한 드라마를 광범위하게 다루었다. 앞서 언급한 유튜버는 같은 해 5월에 Frost가 자신들을 트위터에서 차단했다고 발표했는데, 이는 유튜버가 Frost에서 만든 동영상과 관련이 있을 가능성이 있다.

### 유해한 작업장으로 추정됨/다른 프로젝트를 조롱함/직원들에게 저임금을 지급함
Erin Frost와 함께 Spindlehorse Productions에서 일했거나 일했던 일부 사람들은 Vivienne이 근로자 학대와 열악한 작업 환경 조건에 대해 비난했다.
그러나 이러한 주장으로 인해 Vivienne은 "기밀 정보"를 유포하고 있다고 주장하여 자신의 명예를 훼손하려는 전직 직원에 대해 법적 조치를 취하게 되었다. 해당 의혹에 대한 그녀의 반응은 큰 비난을 받았다.
비비엔은 또한 다른 프로젝트를 조롱했으며 편애를 위해 직원들에게 과소임금을 지급했다는 비난을 받았다. 그럼에도 불구하고 유출된 스크린샷을 보면 적어도 청소 아티스트의 경우 해즈빈 호텔의 경우 업계 기준보다 더 많은 급여를 받고, 헬루바 보스의 경우 훨씬 더 많은 급여를 받는 것으로 나타났다.

### 트랜스혐오 혐의
Vivienne은 2013년에 친구였던 이전 친구 Dollcreep/Jo의 풍자적인 ZooPhobia 버전인 Jojo를 만들었다. 이 친구는 트랜스젠더 여성인 것으로 드러났다. 조조라는 캐릭터의 디자인에서 주목할만한 점은 머리카락, 털, 캐릭터 의상의 일부 측면에 채도가 높은 색상을 사용했다는 점이다. 사람들은 캐릭터의 과포화 및 과도한 색상 디자인 때문에 그녀가 트랜스젠더에 대한 공포증과 무감각하다고 비난했다.
사람들은 비비엔이 트랜스젠더 남성을 비판하고 그들을 '부끄러움'과 '혼란'으로 간주하는 스크린샷을 찍었다는 이유로 2023년에 트랜스젠더에 대한 무감각함과 트랜스젠더 혐오증을 가지고 있다고 다시 비난했다. Spindlehorse Productions의 작가이자 Vivienne의 전 친구였던 Ken은 트랜스젠더 남성에 대한 자신의 의견에 대해 토론했고, Vivienne은 나중에 트랜스젠더 남성에 대한 비판이 "드물다"고 말했다. 그러나 Discord 스크린샷을 위조하는 것은 어렵지 않고 Vivienne 자신도 이 스크린샷이 가짜라고 주장했기 때문에 이러한 스크린샷의 타당성은 알 수 없다.
그녀는 또한 Helluva Boss 에피소드 "Queen Bee"에서 트랜스젠더 남성 임프의 성우를 인정하지 않아 역효과를 얻었다.

### 성적 학대 지원/트라우마 무감각 혐의
Hazbin Hotel 전체에서 성적 학대는 시리즈의 일부 캐릭터를 발전시키는 두드러진 주제이다. 시리즈의 캐릭터들 사이에서 성적 학대가 묘사되고 인식되는 방식은 일부 캐릭터가 때때로 그것을 낙인 찍기 때문에 비판을 받았다. 예를 들어, 캐릭터 중 하나인 허스크(Husk)는 앞서 언급한 성적 학대 캐릭터 중 하나이자 시리즈의 성 산업에 종사하는 엔젤 더스트(Angel Dust)에게 후자의 캐릭터가 성적 학대에서 벗어날 것이라고 말한다. 일부는 Husk가 성적 학대에 대응하는 방식에 대해 불쾌감을 느꼈고 성적 학대와 같은 충격적인 경험으로 고통받는 사람들에게 무감각하다고 생각했다. "Loser, Baby"라는 노래는 성적 학대, 특히 Angel Dust에 대한 이러한 오명을 벗기는 것을 계속하며, 이는 또한 주제에 대한 반발을 불러일으켰다.
그런 다음 Vivienne이 "Tony Raphielle"로도 알려진 NSFW Twitter 아티스트를 지원했다는 사실이 밝혀졌다. 그는 Valentino와 Angel의 작품을 가지고 있다. 성노동자, 전 캐릭터에게 성적 학대를 당하고 있다]며 이 관계를 적극적으로 지지했다. Raphielle은 또한 그들의 관계를 자주 낭만적으로 표현하고 성적으로 표현했다. Raphielle은 Valentino에서 Angel Dust의 성적 학대 장면을 작업/감독한 것으로 밝혀졌다. 이 사건은 온라인 상에서 입소문을 타며 KiwiFarms의 관심을 끌었다.
Raphielle에 대한 이러한 모든 주장에도 불구하고 Vivienne은 Raphielle을 지지하며 자신이 성적 학대의 생존자라고 주장하고 Raphielle의 편에 섰지만 Raphielle은 자신이 성적 학대 생존자라는 주장을 위조했다.
Raphielle은 이후 자신의 작업 논란과 관련하여 YouTube 사용자 Council of Geeks와 인터뷰를 진행했다.

### 인종차별 주장/해로운 고정관념 사용
Hazbin Hotel 시리즈 내에서 일부 캐릭터는 출연진이 현재 인간이 아니므로 인간 민족이 아님에도 불구하고 공식적으로 팬이 백인이 아니거나 POC라고 추정한다. 특히 시리즈에서 히스패닉을 대표하는 라틴계 여성 Vaggie는 폭력적이고 성급한 성격과 성격을 가지고 있으며, 이는 일부 팬과 시청자에게 히스패닉에 대해 고정 관념적이고 무례한 것으로 간주되었다. 보여주다. Vivienne은 그녀 자신이 자랑스럽고 열정적인 라틴계이기 때문에 Vaggie는 Hazbin Hotel에서 그녀와 가장 관련이 있는 캐릭터라고 말했다.

### 비판에 공격적이다
사람들은 비비안이 비판에 반대하는 사람들의 트윗을 좋아하고 이를 자신의 평판에 해로운 것으로 여겼다는 사실을 발견했다.

### 다른 문화에 대한 악마화 혐의
Hazbin Hotel 트레이딩 카드 내에서 Alastor가 아이티에서 시작된 아프리카 종교 관습인 Voodoo를 사용하여 표현된 것에 대한 분노가 촉발되었다. 어떤 사람들은 Voodoo가 악마적이고 악한 것으로 묘사되는 부정적인 묘사에 만족하지 않았다.

### 블레어 화이트
Vivienne은 한때 자신의 게시물에서 소수자를 묘사하는 방식으로 논란을 불러일으킨 보수적인 트랜스젠더 유튜버 Blaire White를 지지한 적이 있다. 이전에 이 YouTube 사용자를 지원했기 때문에 Vivienne은 Blaire가 안면 마스크를 착용하고 게시물에 "BLM" 태그를 사용했을 때 인종차별 혐의로 기소되었다.

### 유해한 행동으로 의심되는 행위
Vivienne은 또한 Spazkidin3d(Pokémon, Steven Universe, Sonic the Hedgehog 및 Nintendo[Mario 포함]의 캐릭터에 대한 성적인 콘텐츠를 만든 Twitter NSFW 아티스트)와 같은 몇 가지 논란이 많은 인물을 따르는 것으로 나타났다. 있을 수 없는 사람.
비비안은 비판에 있어서 위선자라는 비난을 받았다.